# Lathi (Schlagstock)

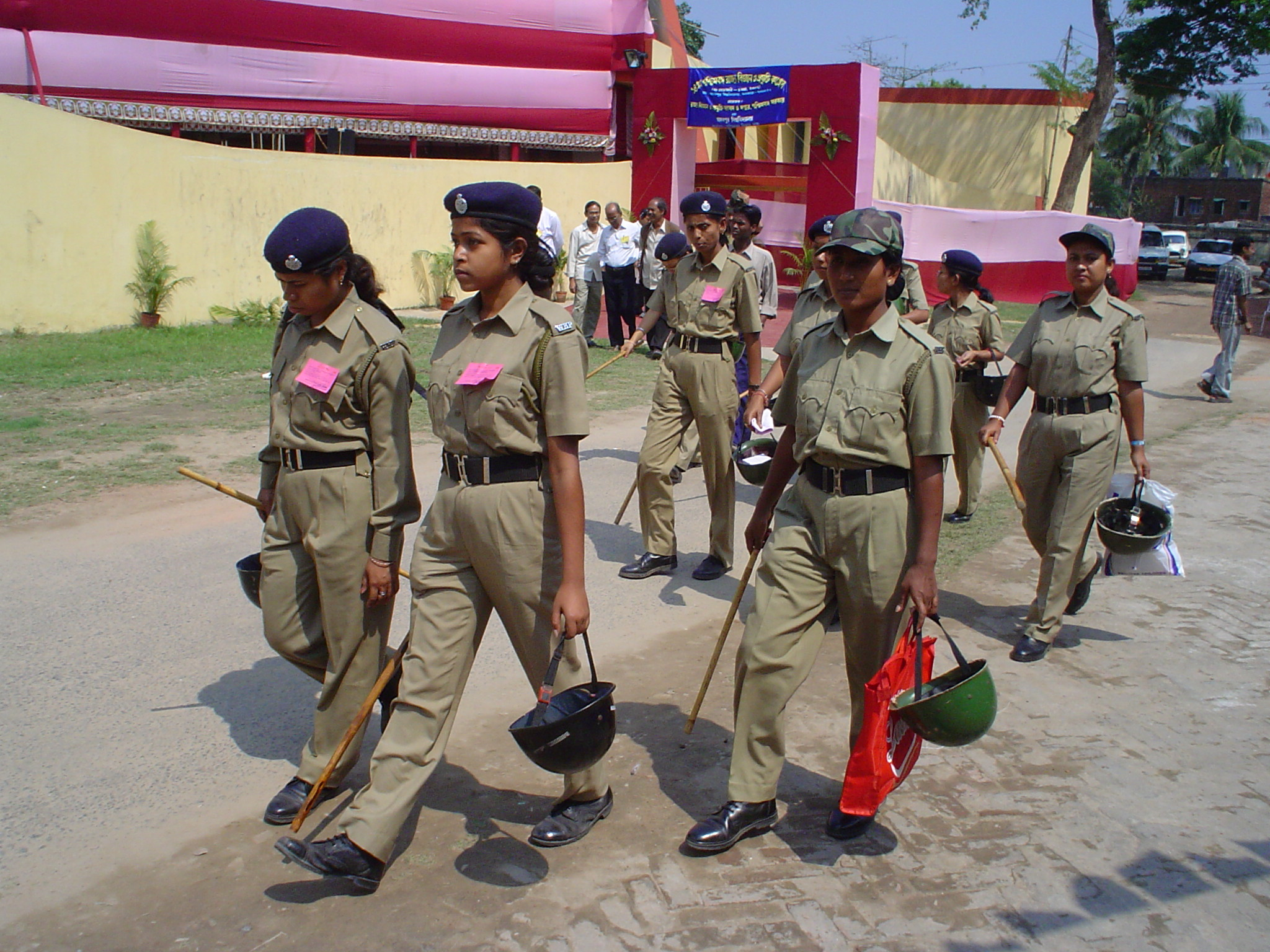
Indische Polizistinnen mit Lathis

Lathi (Hindi लाठी, wörtl. „Stock“) ist ein Schlagstock, der üblicherweise von indischen Ordnungskräften verwendet wird.

## Material
Hergestellt werden die Schlagstöcke aus biegsamem, dünnem Bambus. Die Länge beträgt etwa 60 Zentimeter bis einen Meter bei einem Durchmesser von rund zwei bis drei Zentimetern. Am unteren Ende kann eine Handschlaufe angebracht und das obere Ende mit Eisen beschlagen sein.

## Herkunft
Bereits im Britischen Raj wurden die einheimischen Sicherheitskräfte mit Lathis ausgerüstet, welche hauptsächlich im Ordnungsdienst und bei Demonstrationen zum Einsatz gelangten. Insbesondere im Verlauf der filmischen Dokumentation der Unabhängigkeitsbewegung Indiens dürften Lathis auch in westlichen Ländern bekannt geworden sein.

## Einsatz
Lathis werden auch heute noch hauptsächlich im Ordnungsdienst gegen Zivilisten eingesetzt. Sie gehören zur Grundausrüstung der urbanen Polizeikräfte in Indien, wie beispielsweise der Bombay City Police oder von in der Regel ohne Schusswaffen ausgerüsteten Dorfpolizisten, aber auch der Polizeiverbände von Teilstaaten/Territorien und paramilitärischen Einsatzverbänden. Lathis können mittelschwere bis schwere Verletzungen verursachen.
Bekannt wurden die Mitglieder der von Sampat Pal Devi gegründeten Frauenrechtsorganisation Gulabi Gang für ihr Vorgehen gegen Ordnungshüter, die sich weigern, Vergewaltigungen und sexuellen Missbrauch zu untersuchen, konkret, dass die Aktivistinnen Polizisten auf die gleiche Weise behandeln, wie diese üblicherweise ihre Lathis gegen bürgerlichen Widerstand anwenden.